# New York City Subway
New York City Subway er navnet på New Yorks undergrundsbane. Systemet ejes af byen New York, og drives af MTA New York City Transit, en underafdeling af staten New Yorks transportdepartement Metropolitan Transportation Authority. Det er et af verdens største undergrundsnetværk.
Undergrundsbanen trafikerer fire af byens fem bydele; Manhattan, Brooklyn, The Bronx og Queens. Bydelen Staten Island har sin egen, adskilte jernbanelinje (Staten Island Railway), som trafikeres med samme type vogne. 

## Eksterne links
- Officielle hjemmeside Arkiveret 14. marts 2014 hos  Wayback Machine
- Uofficiel side med historie, billedgalleri og information